# Carl Credner
Carl August Credner (født 10. januar 1797 i Waltershausen ved Gotha, død 16. juli 1857 i Giessen) var en tysk protestantisk teolog.
Credner begyndte sin akademiske løbebane 1828 som privatdocent i Jena og virkede fra 1832 til sin død som ordentlig professor ved universitetet i Giessen. 
Hans undersøgelser om nytestamentlige indledningsspørgsmål (Beiträge zur Einleitung, I-II, 1832-38, Einleitung ins N. T. I, 1836, samt den efter hans død af Gustav Volkmar udgivne Geschichte des neutestamentlichen Kanons, 1860) var af blivende betydning. 
På grund af sin bibelkritik og kravet om forskningens frihed havde han en konflikt med den katolske universitetskansler, og den hessiske gejstlighed optrådte også imod ham; under denne strid udsendte han en række polemiske skrifter.